# 뉴위 빠팃따
뉴위 빠팃따(Newwy Patitta, 본명: 빠팃따 아타야따마위타야태국어: ปทิตตา อัธยาตมวิทยา), 1986년 8월 26일 ~ )는 태국의 가수, 배우이다.

## 콘테스트
- Dutchie Boy And Girl 2008

## 영화
- Pai In Love